# Kingdom (песня)
«Kingdom» (рус. Царство) — первый сингл Дейва Гаана, вокалиста британской группы Depeche Mode с его второго сольного студийного альбома Hourglass. Вышел 8 октября 2007 года в Европе. В Северной Америке песня дебютировала 28 августа в качестве цифрового сингла. Продюсерами выступили сам Дейв и его соавторы.

## О сингле
Версия песни, представленная на сингле, отличается от альбомной отсутствием третьей строфы первого куплета, инструментальной части перед вторым куплетом и большей части перехода в конце песни.
Фрагменты песни впервые появились на канале Гаана на YouTube 21 августа 2007 года. На радио песня была запущена 27 августа. Днём спустя, она стала доступна для скачивания на iTunes.
На американских радиостанциях альтернативного рока уже в середине сентября песня попала в сотню наиболее ротируемых. Сначала это были радиостанции WEQX (Олбани, Нью-Йорк) и KNRK (Портленд, Орегон), затем песню в ротацию запустили Alt Nation (Sirius Satellite Radio), Ethel (XM Satellite Radio) и KDLD (Лос-Анджелес). В общей сложности, к концу сентября песня игралась на 21-й радиостанции. В середине октября число радиостанций возросло до 29, песня стала одной из 75 наиболее ротируемых.
В Великобритании, спустя неделю после выхода, песня заняла в национальном сингл-чарте лишь 44-е место. Этот показатель стал худшим среди всех сольных синглов Дейва, попадавших в британский чарт. Более значительных успехов удалось достичь в континентальной Европе, где песня попала в десятку лучших в Германии, Италии, Дании и Фландрии, и возглавила чарт в Испании.
Видеоклип на «Kingdom» снял режиссёр Джейрон Альбертин.
Песня появилась в эпизоде «The Ringer» телесериала «Лунный свет» компании CBS, премьерный показ которого состоялся 10 ноября 2007 года, также была включена в саундтрек фильма 2008 года «Пропащие ребята: Племя».

## Списки композиций
Слова и музыка всех песен — написаны Дейвом Гааном, Эндрю Филлпоттом и Кристианом Айгнером.
| №  | Название                   | Длительность |
| -- | -------------------------- | ------------ |
| 1. | «Kingdom» (Single Version) | 3:33         |
| 2. | «Tomorrow»                 | 5:14         |

| №  | Название                         | Длительность |
| -- | -------------------------------- | ------------ |
| 1. | «Kingdom» (Digitalism Remix)     | 5:36         |
| 2. | «Kingdom» (Digitalism Dub)       | 4:28         |
| 3. | «Kingdom» (Booka Shade Club Mix) | 7:39         |
| 4. | «Kingdom» (Booka Shade Dub Mix)  | 7:25         |

| №  | Название                                   | Длительность |
| -- | ------------------------------------------ | ------------ |
| 1. | «Kingdom» (Ralphi + Jody’s Extended Vocal) | 9:44         |
| 2. | «Kingdom» (Rosario’s Big Room Vocal)       | 8:25         |

| №  | Название                         | Длительность |
| -- | -------------------------------- | ------------ |
| 1. | «Kingdom» (Single Version)       | 3:33         |
| 2. | «Kingdom» (Digitalism Remix)     | 5:36         |
| 3. | «Kingdom» (Booka Shade Club Mix) | 7:39         |
| 4. | «Kingdom» (K10K Extended Mix)    | 6:36         |
| 5. | «Kingdom» (видеоклип)            |              |

| №  | Название                   | Длительность |
| -- | -------------------------- | ------------ |
| 1. | «Kingdom» (Studio Session) | 4:50         |

| №  | Название                   | Длительность |
| -- | -------------------------- | ------------ |
| 1. | «Kingdom» (Single Version) | 3:33         |

## Чарты
| Чарт (2007)                      | Позиция |
| -------------------------------- | ------- |
| Австрия (Ö3 Austria Top 40)      | 41      |
| Бельгия/Фландрия (Ultratop 50)   | 9       |
| Бельгия/Валлония (Ultratop 50)   | 16      |
| Дания (Tracklisten)              | 3       |
| Германия (GfK)                   | 10      |
| Greek Singles Chart              | 18      |
| Италия (FIMI)                    | 4       |
| Portugal Singles Top 50          | 42      |
| Испания (PROMUSICAE)             | 1       |
| Швеция (Sverigetopplistan)       | 37      |
| UK Singles Top 75                | 44      |
| США (Billboard Dance Club Songs) | 1       |